# フォン・ヒッペル・リンドウ病
フォン・ヒッペル・リンドウ病（英：Von Hippel–Lindau disease）（VHL病）とは、中枢神経や網膜での血管芽腫や腎臓での明細胞癌、褐色細胞腫などの腫瘍が多発する常染色体優性の遺伝性疾患である。およそ、36000人に1人の割合で見られる。第3染色体にあるVHL遺伝子の変異が原因となっている。90%が家族性で、10%が孤発例である。

## 概要
フォン・ヒッペル・リンドウ病（VHL病）は網膜に生じる家族性の血管芽腫を発見したオイゲン・フォン・ヒッペル(en)と、網膜と小脳の血管芽腫の関係性について発見したアルビド・リンドウ(en)の名前を取って名付けられた遺伝性疾患である。フォン・ヒッペル・リンドウ病は中枢神経系や網膜の血管芽腫のほか、腎細胞癌（主として明細胞癌）、褐色細胞腫、精巣上体嚢胞、多発性腎嚢胞、膵嚢胞、膵内分泌腫瘍、内耳内リンパ嚢胞腺腫等を生じうる。
この疾患の責任遺伝子は第3染色体の3p25-26領域にあるVHL遺伝子である。VHL遺伝子はがん抑制遺伝子であり、最も研究されているのはHIF-αに対するE3ユビキチンリガーゼ活性である。低酸素下ではHIF-αはHIF-βと二量体を形成し、VEGFやTGF-β、EPOなどの転写を促進するが、酸素存在下ではHIF-αはVHLタンパク（p-VHL）によってユビキチンによる標識を受けてプロテアソームにより分解される。ヘテロ接合性の消失やメチル化などによってVHLの機能が失われることによってVEGF等が過剰となり腫瘍を生じると考えられている。

## 分類
褐色細胞腫を伴うかどうかで大きくtype1とtype2に分かれる。
- type1：褐色細胞腫を伴わないもの。
- type2A：褐色細胞腫と血管芽腫を生じるが、腎細胞癌を伴わないもの。
- type2B：褐色細胞腫、腎細胞癌、血管芽腫のいずれも伴うもの。
- type2C：褐色細胞腫のみ。

## 臨床像

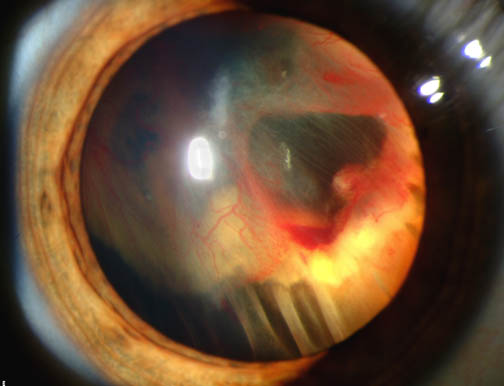
フォン・ヒッペル・リンドウ病による血管芽腫に伴って生じた網膜剥離

中枢神経系血管芽腫、網膜血管芽腫、多発性腎嚢胞、腎細胞癌、褐色細胞腫、精巣上体嚢胞、膵嚢胞、膵内分泌腫瘍などを生じうるが、臨床症状には個人差があり、それぞれ生じる腫瘍や嚢胞による症状を呈する。

### 中枢神経系血管芽腫
VHL病の約80%に見られる頻度の高い病変である。うち、80%が脳（特に小脳）、20%が脊髄に発生する。小脳血管芽腫ではふらつき、めまい、運動失調などの小脳症状のほか、中脳水道狭窄による頭蓋内圧亢進症状を呈する。脊髄血管腫では知覚・運動障害、膀胱直腸障害などを生じる。

### 網膜血管芽腫
網膜の耳側部に好発する。無症状で眼科的検査でたまたま見つかることもあるが、腫瘍に伴う網膜剥離・出血により視野欠損や視力障害をきたす場合がある。

### 腎嚢胞・腎細胞癌
VHL病ではしばしば多発性腎嚢胞を認めることがあり、腎嚢胞を背景として明細胞癌を生じることが多い。